# Şener Özcan
Şener Özcan (* 3. März 1985 in Mengen) ist ein türkischer Fußballspieler.

## Karriere

### Verein
Özcan begann mit dem Vereinsfußball in Ankara in der Jugend von Tigemspor und wechselte 2000 in die Jugendmannschaften vom Traditionsverein Gençlerbirliği Ankara. Hier erhielt er im Sommer 2003 einen Profi-Vertrag, spielte aber weiterhin fast ausschließlich für die Jugendmannschaft. Ab der Saison 2004/05 spielte er als Leihspieler drei Spielzeiten lang für die Zweitmannschaft Gençlerbirliği Ankaras, für Gençlerbirliği ASAŞ. Hier saß einer eine Spielzeit ausschließlich auf der Ersatzbank. Zum Saisonende wurde sein Leihvertrag verlängert. In der zweiten Saison bei Gençlerbirliği ASAŞ erreichte er mit seiner Mannschaft die Meisterschaft der TFF 2. Lig und stieg in die TFF 1. Lig. In der darauffolgenden Spielzeit stieg er mit seiner Mannschaft als Meister der TFF 1. Lig gar in die Süper Lig auf.
Die Rückrunde der Spielzeit 2007/08 verbrachte er als Leihspieler bei Bozüyükspor, die Spielzeit 2008/09 bei Kastamonuspor. Von Sommer 2009 bis Frühjahr 2011 spielte er wieder als Leihspieler bei Hacettepe SK.
Zur Rückrunde der Spielzeit 2011/12 wechselte er zum Drittligisten Adana Demirspor. Mit dieser Mannschaft feierte er zum Saisonende die Meisterschaft der TFF 2. Lig und damit den direkten Aufstieg in die zweitklassige TFF 1. Lig.
Im Sommer 2014 verließ Özcan Demirspor und wechselte zusammen mit seinem Teamkollegen Onur Tuncer zum Drittligisten Yeni Malatyaspor.

### Nationalmannschaft
Özcan spielte ab der türkischen U-15 bis zur U-20 in allen Türkischen Jugendnationalmannschaften. Mit der türkischen U-16 nahm er an der U-16-Fußball-Europameisterschaft 2001 teil und schied mit seiner Mannschaft bereits in der Gruppenphase aus. 2004 nahm er mit der türkischen U-19 an der U-19-Fußball-Europameisterschaft 2004 und erreichte die Vizeeuropameisterschaft.

## Erfolg
- Gençlerbirliği ASAŞ:
  - 2005/06 Vizemeister der TFF 2. Lig
  - 2005/06 Aufstieg in die TFF 1. Lig
  - 2006/07 Meister der TFF 1. Lig
  - 2006/07 Aufstieg in die Süper Lig

- Adana Demirspor:
  - 2011/12 Meister der TFF 2. Lig
  - 2011/12 Aufstieg in die TFF 1. Lig

- türkischen U-19-Nationalmannschaft:
  - Vizeeuropameister bei der U-19-Fußball-Europameisterschaft 2004